# Kanton Tournon-Saint-Martin
Kanton Tournon-Saint-Martin (francouzsky Canton de Tournon-Saint-Martin) je francouzský kanton v departementu Indre v regionu Centre-Val de Loire. Tvoří ho 10 obcí.

## Obce kantonu
- Fontgombault
- Lingé
- Lurais
- Lureuil
- Martizay
- Mérigny
- Néons-sur-Creuse
- Preuilly-la-Ville
- Sauzelles
- Tournon-Saint-Martin